# Varanus rusingensis
Varanus rusingensis — викопний вид варана. Він відомий з міоцену Кенії (2 колекції).